# Aneurin Bevan
Aneurin Bevan (New Tredegar, 15 novembre 1897 – Asheridge Farm, 6 luglio 1960) è stato un politico britannico.
Minatore gallese e attivo sindacalista, entrò ai Comuni nel 1929, divenendo uno dei leader della sinistra del Partito Laburista.
Ministro della sanità e della ricostruzione nel 1945, realizzò la nazionalizzazione del sistema sanitario inglese con la creazione del servizio nazionale di sanità.

Tornato all'opposizione nel 1951, in polemica con i conservatori e con la maggioranza del suo stesso partito (nel quale era il principale avversario di Clement Attlee) sostenne una politica estera di ispirazione neutralista. Nel 2004 giunge primo nella classifica dei 100 Welsh Heroes, la classifica dei gallesi più rappresentativi di tutti i tempi.